# Lazuli

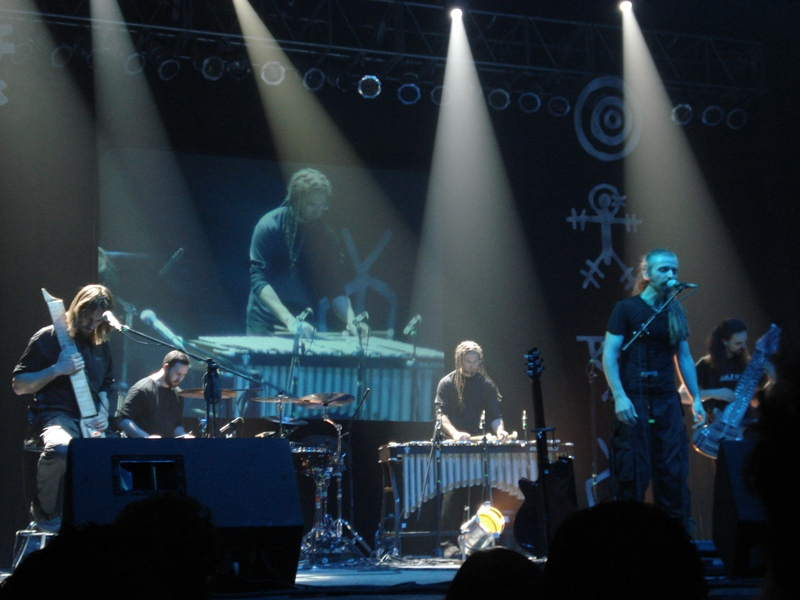
Lazuli tijdens het Baja Prog-festival in 2007.

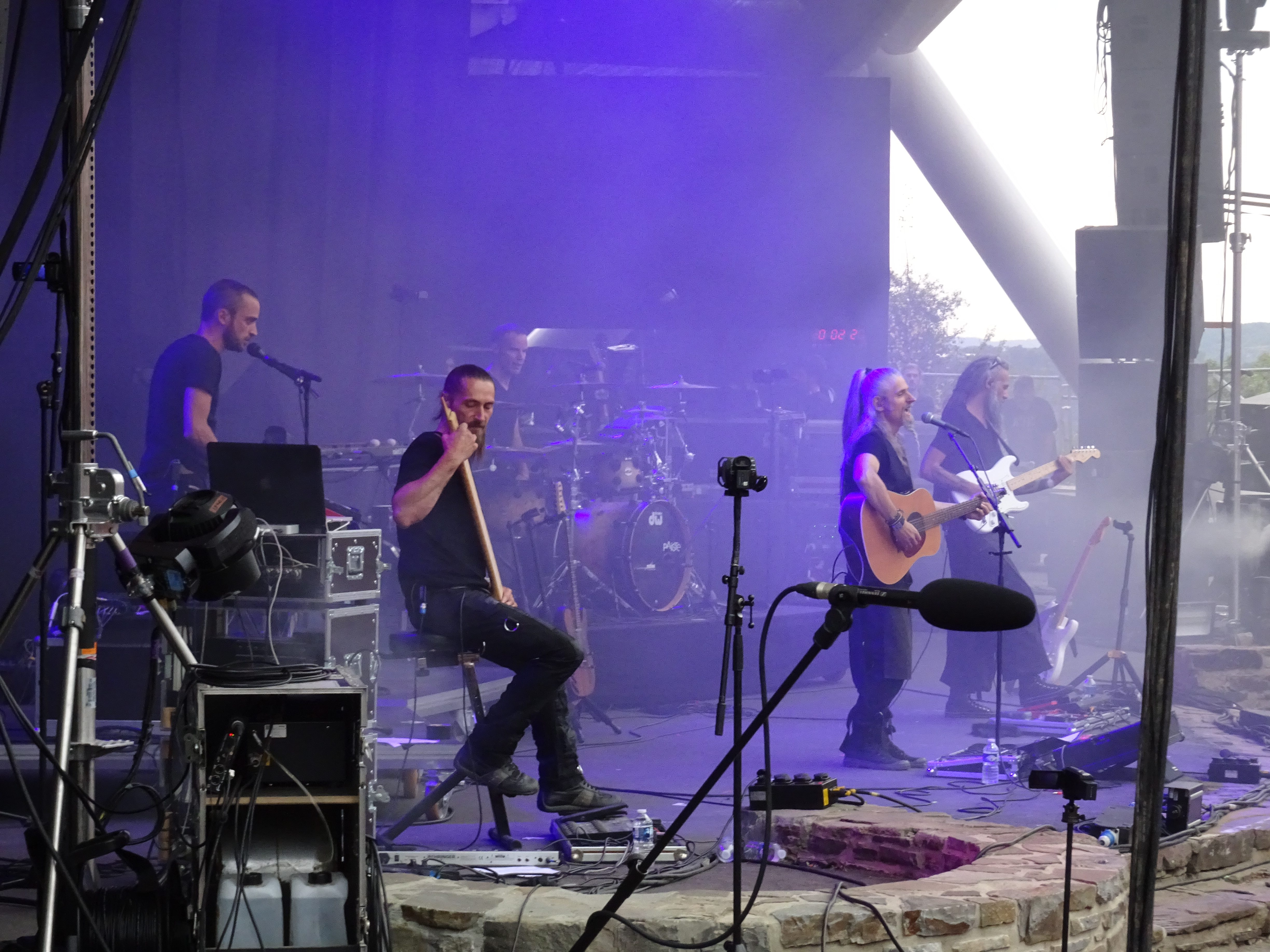
Optreden van Lazuli op het Night of the Progfestival op de Freilichtsbühne op de Loreley (Duitsland) in 2017

Lazuli is een muziekgroep uit Frankrijk ontstaan in 1998.

## Band
De popmuziek in Frankrijk is altijd een verhaal apart geweest. Populair in eigen land, daarbuiten (behalve in de ex-koloniën en Canada) is de populariteit veel minder. Andersom hebben buitenlandse bands relatief weinig invloed op de Franse musici, aangezien op de radio veel aandacht is voor het eigen product.
Lazuli beweegt zich in de symfonische rock, maar dan wel op een geheel eigen manier. De symfonische klanken zijn erg ritmisch ingesteld en men maakt soms gebruik van Arabisch klinkende akkoordenschema’s. De klanken worden ontlokt door Claude Leonetti aan zijn Léôde. In 1995 is Claude betrokken bij een verkeersongeval, waarbij verlamd raakt aan zijn linkerhand. Om toch verder te kunnen musiceren ontwerpt hijzelf de Léôde (samentrekking van Claude Leonetti. De uitkomst is een instrument dat eruitziet als de Chapman Stick, is gekoppeld aan een MIDI-systeem en klinkt als een combinatie van elektrische gitaar, synthesizer en zingende zaag. De Arabische klanken bestaan voornamelijk uit veel glissandos.
Om de muziek enigszins te beschrijven, komt de soms etnische muziek van Peter Gabriel en de oude Genesissound in de buurt. In 2003 braken ze in eigen land door, het mag dan ook niet vreemd zijn, dat ze inmiddels in 2005 op het Montreux Jazz Festival hebben gespeeld. De muziek bevat veel instrumentale gedeelten.

Denkend aan symfonische rock in Frankrijk, komen allereerst de namen Ange en Atoll boven drijven. Met Ange heeft het soms het folkachtige geluid gemeen van diens zanger Christian Décamps , maar niets met de symfonische klanken; met Atoll heeft de klank niets gemeen. Het komt erop neer dat Lazuli ook in Frankrijk een buitenbeentje is. 
Tijdens de tournee behorend bij Réponse blijken muzikale meningsverschillen tot een breuk te leiden. De gebroeders Leonetti en Byar gaan verder; de andere drie leden zochten hun heil elders. De site is daardoor uit de lucht. In 2014 pakten de gebroeders Leonetti de draad weer op, de band kreeg vanaf toen een stabiele personele bezetting.
Dominique Leonetti schrijft muziek en teksten vanuit de toetseninstrumenten in hun geluidsstudio L'abeille rôde. Hij legt het dan voor aan aan zijn broer en vervolgens komen de andere bandleden zich ermee bemoeien. Dominique probeert daarbij de teksten een sociaal karakter mee te geven. Aldus een interview van Alex Driesen met Dominique. 
Zowel in 2019 als in 2022 trad Lazuli op op het Night of the Progfestival in het amphitheater op de Loreley, Duitsland.

## Discografie
- (1999): Lazuli
- (2003): Amnésie
- (2007): En Avant Doute een CD en DVD;
- (2009): Réponse incongrue à l’inéluctable
- (2011): 4603 Battements
- (2014): Tant que l'herbe est grasse
- (2016): Nos âmes saoules
- (2018): Saison 8
- (2020): Le fantastique envol de Dieter Böhm
- (2022): Dénudé
- (2023): Onze
- (2024): Lorelive